# Tramway de Marrakech
Le tramway de Marrakech est un projet de système de transport en commun en site propre pour la ville de Marrakech au Maroc, qui sera complémentaire au réseau actuel (BHNS), actuellement à l'étude,.